# Ideal X
Le SS Ideal X ("Steam Ship" : navire à vapeur) fut le premier porte-conteneurs ayant un succès commercial au monde. Il a été construit comme le nom de Potrero Hills , un pétrolier T2 de la Seconde Guerre mondiale. Le pont supérieur a été adapté au transport de conteneurs afin que ceux ci puissent y être placés. Le 26 avril 1956, le navire effectua son voyage inaugural en tant que porte-conteneurs du port de Newark au port de Houston en 5 jours. Il y avait 58 conteneurs à bord.

## Historique
Le navire fut lancé comme pétrolier à la toute fin de 1944 par Marinship (en) à Sausalito (Californie). Après la guerre, le navire fut vendu à une compagnie maritime privée. En 1955, le navire passa aux mains de la Pan Atlantic Steamship Lines, plus tard SeaLand (en) , et fut rebaptisé Ideal X.
Malcom McLean était à l’époque propriétaire d’une entreprise de transport routier et d’une compagnie maritime. Son idée de placer des conteneurs sur le navire et de faciliter ainsi le transbordement des marchandises diverses traditionnelles n'était pas unique. 
Un peu plus tôt, une compagnie canadienne, White Pass and Yukon Corporation Ltd, développe le premier système de conteneurisation de navires, de train, de camion, introduit dans le monde pour desservir un réseau de Transport intermodal de la White Pass and Yukon Route allant de Skagway en Alaska au Yukon et avait déjà chargé le Clifford J. Rogers, un navire construit au Canadian Vickers de 4 538 tpl lancé le 26 novembre 1955, de 168 conteneurs de 8x8x7 pieds.
McLean a calculé qu'en 1956, le chargement d'un navire de taille moyenne par la méthode conventionnelle coûtait 5,83 $ la tonne. En comparaison, le chargement de conteneurs (en considérant Ideal-X comme pivot) coûterait moins de 0,16 $ la tonne.
Lors son premier voyage, il transportait 58 conteneurs de 35 pieds (8 pieds de large par 8 pieds de haut), ainsi qu'une charge régulière de 15 000 tonnes de pétrole en vrac. Les conteneurs ont été chargés en moins de huit heures. Une centaine de personnes représentants des autorités portuaires et de l'administration fédérale, industriels, armateurs, entrepreneurs du transport routier, journalistes étaient à bord pour son départ pour écouter McLean expliquant ses idées
Avec le Ideal X, McLean a prouvé l'utilité du transport par conteneurs. Le transbordement dans les ports était beaucoup plus rapide, les conteneurs pouvaient être chargés directement sur des camions et acheminés vers le client final. Le risque de dommages aux marchandises pendant le transport et le transbordement était moindre et les coûts étaient considérablement inférieurs.
En 1959, le navire fut vendu à une compagnie maritime de la République populaire de Bulgarie qui l'utilisa à nouveau exclusivement comme pétrolier sous le nom d'Elemir. Lors d'une violente tempête en février 1964, le navire fut si gravement endommagé qu'il fut envoyé a Hirao au Japon le 20 octobre 1964[réf. nécessaire] pour y être démantelé.